# (55636) 2002 TX300

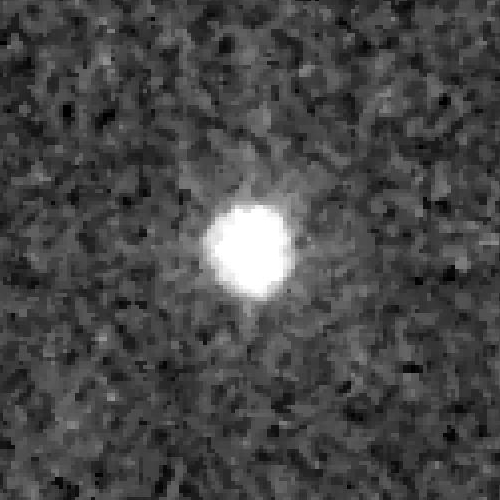

2002 TX300는 직경이 약 286km로 추정되는 카이퍼 대의 물체이다. 2002년 10월 15일 근지구 소행성 추적 프로그램에게 발견된 소행성이다.